# ماینلیر کلاس وانسان
ماینلیر کلاس وانسان (به انگلیسی: Wonsan-class minelayer) یک کلاس از کشتی است که طول آن ۱۰۴ متر (۳۴۱ فوت ۲ اینچ) می‌باشد.